# Dive!!
Dive!! é um filme japonês lançado em 2008, que conta a história de um jovem que, fascinado e inspirado por um ex-saltador ornamental, foi treinar no clube aberto por ele. Lá, descobriu que a escola estava falindo e só a formação de um atleta olímpico era capaz de reegue-lo. Com a ajuda de uma nova treinadora, que retornou dos Estados Unidos, o rapaz foi notado por ela como detentor de uma habilidade capaz de torna-lo um grande atleta.

## Elenco principal
O personagens principais do filme foram vividos por:
- Kento Hayashi ... Tomoki Sakai
- Sosuke Ikematsu ... Yoichi Fujitani
- Junpei Mizobata ... Shibuki Okitsu
- Asaka Seto ... Kayoko Asaki
- Misako Renbutsu
- Ken Mitsuishi
- Toru Emori